# Seo Kwang-Mi
Seo Kwang-Mi, född den 1 februari 1965, är en koreansk landhockeyspelare.
Hon tog OS-silver i damernas landhockeyturnering i samband med de olympiska landhockeytävlingarna 1988 i Seoul.